# 尖尾鐵莧
尖尾鐵莧（学名：Acalypha longi-acuminata）为大戟科鐵莧菜屬下的一个种。

## 扩展阅读
- 維基物種上的相關：尖尾鐵莧